# Erythroxylum subrotundum
Erythroxylum subrotundum är en tvåhjärtbladig växtart som beskrevs av A. St.-hil.. Erythroxylum subrotundum ingår i släktet Erythroxylum och familjen Erythroxylaceae. Inga underarter finns listade i Catalogue of Life.